# Carrierea calycina
Carrierea calycina là một loài thực vật có hoa trong họ Liễu. Loài này được Franch. mô tả khoa học đầu tiên năm 1896.